# Anders Andersson (tre rutor av Slestad)
Anders Andersson var en svensk väpnare och häradshövding. Han var son till Anders Johansson (tre rutor av Slestad) och Kristina Haraldsdotter. Han var gift med Elisef Jönsdotter (Get) och far till Ramborg Andersdotter (tre rutor av Slestad) (känd 1474, gift med Birger Jönsson (sparre över blad)).
Anders Andersson beseglade 1422 sin mor Kristina Haraldsdotter i Sledstads gåva till Vårfrukapellet, capella visitacionis, i Linköpings domkyrka med sitt sigill, med tre rutor i ginbalk;
| ”                | Kristina Haraldsdotter i Sledstad (tre liljor på snedden) ger med samtycke av sin son Anders Andersson till Vårfrukapellet, capella visitacionis, i Linköpings domkyrka i stället för sin ägolott, närmare bestämt hälften av tre gårdar, i ”Øyom” i (Östra) Hargs socken, som hon skänkt för 13 år sedan, lika mycket jord i Ingaboda i Skeda socken. Utfärdaren, herr Bo, kantor i Linköping, väpnaren Peter Ragvaldsson i Sörby, sonen Anders beseglar. | „ |
| – SDHK-nr: 19781 | |   |

Den 20 januari 1447 beseglade Anders Andersson i Slestad att:
| ” | Ödgisle Petersson och Peter Simonsson tillskiftar Anders Andersson, vilken fick allt gods i Södermanland efter Katarina Esbjörnsdotter, medan Ödgisle fick hela Bransnäs och en gård i Broby torp samt allt i Valsnäs och Peter slutligen fick ”Vernanäs” ”oc iij tynir a gel i Massostadom liggandes”. | „ |